# Банная (приток Большого Анюя)
Ба́нная — река в России, протекающая по Билибинскому району Чукотского автономного округа, левый приток Большого Анюя. Длина реки — 185 км, площадь водосборного бассейна — 4080 км².
Исток реки находится на склонах Олойского хребта в северо-восточной части Колымского нагорья, на высоте более 600 м над уровнем моря. Течёт преимущественно на север по горной тундре. В верхнем течении делает изгиб к западу, где огибает гору Тантын и пересекает северный полярный круг. После впадения крупнейшего притока, реки Извилистой, выходит на равнину, где берега заболочены и встречаются пойменные озёра. Река начинает меандрировать. В низовьях берега часто обрывистые. Впадает в Большой Анюй по левому берегу несколькими рукавами на отметке 75 м над уровнем моря в 262 км от его устья, ниже впадения Пеженки. 

## Основные притоки
Указаны поименованные притоки длиной 30 км и более.
| Название   | Расстояние от устья | Длина | Положение |
| ---------- | ------------------- | ----- | --------- |
| Двоякий    | 27                  | 42    | левый     |
| Базисный   | 55                  | 88    | правый    |
| Извилистая | 94                  | 117   | правый    |
| Светлая    | 125                 | 60    | правый    |

## Данные водного реестра
По данным государственного водного реестра России и геоинформационной системы водохозяйственного районирования территории РФ, подготовленной Федеральным агентством водных ресурсов:
- Бассейновый округ — Анадыро-Колымский
- Речной бассейн — Колыма
- Речной подбассейн — Анюй
- Водохозяйственный участок — Анюй, включая реки Большой и Малый Анюй
- Код водного объекта — 19010300112119000065491